# Stazione di Barletta Centrale
La stazione di Barletta Centrale è il capolinea della ferrovia Bari-Barletta, gestita dalla società Ferrotramviaria.

## Storia
L'impianto fu inaugurato nel 1963, contestualmente all'apertura della ferrovia realizzata in sostituzione della preesistente tranvia a vapore.
Dal 16 febbraio 2023 la stazione è stata chiusa per lavori di ristrutturazione. 

## Strutture e impianti

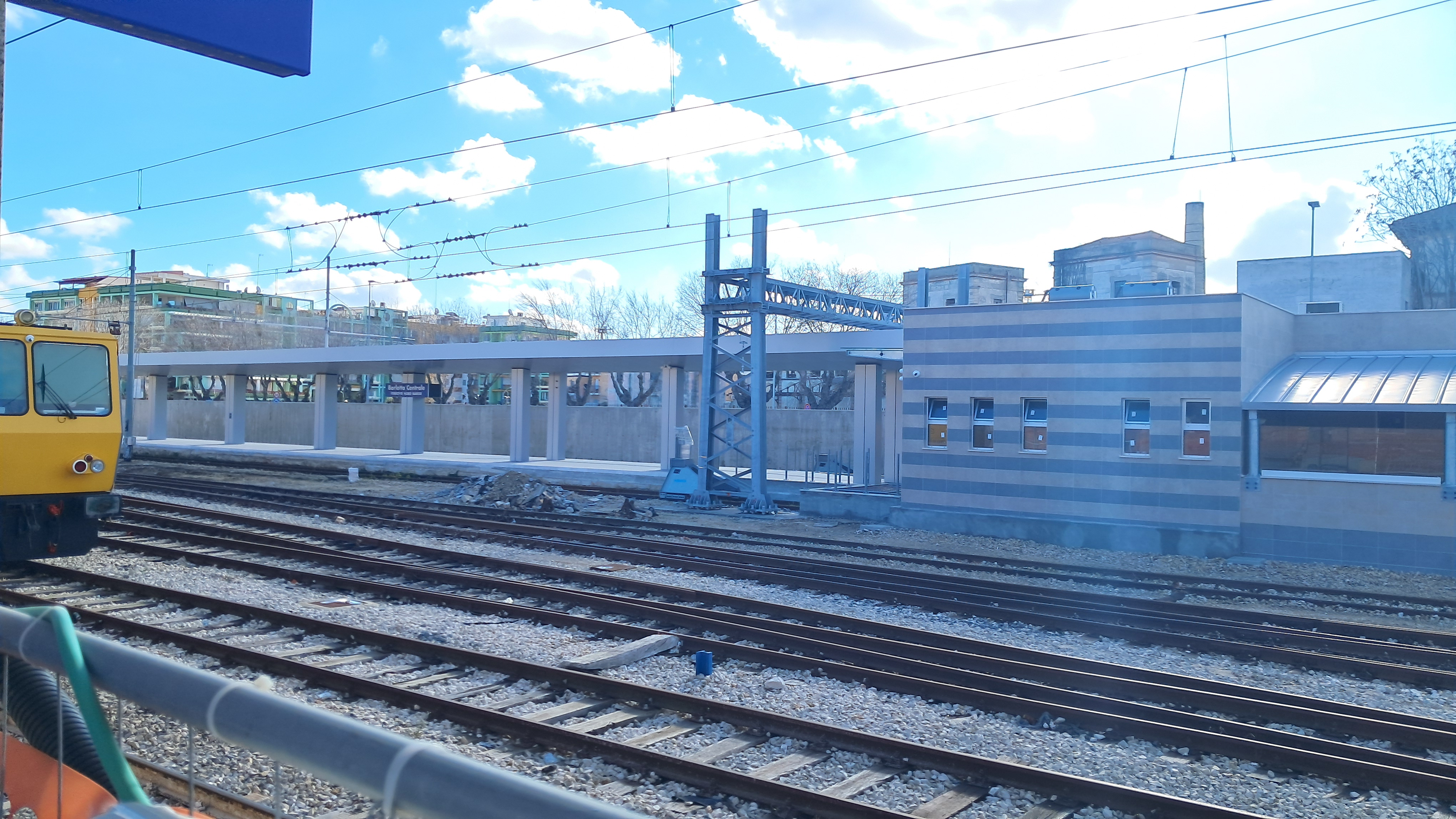
Vista dai binari 4/5 di RFI della banchina di Ferrotramviaria di Barletta Centrale

L'impianto, integrato rispetto all'adiacente stazione di Barletta di Rete Ferroviaria Italiana cui è collegata attraverso un sottopassaggio con accesso diretto da Via Vittorio Veneto, dispone di una banchina al servizio di due binari tronchi viaggiatori e di un fabbricato stazione con servizi igienici, biglietteria e sala d'attesa.
Il vecchio "fabbricato viaggiatori" disponeva di un locale al piano terra adibito a biglietteria con relativa sala d'attesa.
Due ulteriori binari (ora smantellati per far posto al nuovo fronte di stazione) erano al servizio dello scalo merci e del deposito.
A luglio 2024 viene riaperta al pubblico una via Vittorio Veneto totalmente rinnovata, che vede tra le nuove caratteristiche un nuovo fabbricato stazione (con biglietteria, servizi igienici, sala d'attesa), un terminal bus, il prolungamento della pensilina a servizio dei binari, una rotonda per consentire l'inversione dei bus, un nuovo collegamento col sottopasso preesistente, una rampa d'accesso per disabili al sottopasso, corsie più allargate e nuova segnaletica.
Nell'ambito di un più ampio progetto di sviluppo della rete sociale FT è prevista l'interconnessione con la rete RFI.

## Servizi
La stazione dispone di:
- Biglietteria a sportello
- Biglietteria automatica
- Sala d'attesa
- Servizi igienici

## Interscambi
Presso la stazione è possibile utilizzare i seguenti interscambi:
- Stazione/Fermata ferroviaria (Barletta FS)
- Terminal bus e fermata bus